# Ectocarpus siliculosus
Espèce
Synonymes
- Ceramium confervoides var. ferrugineum Roth, 1806[2]
- Ceramium confervoides Roth, 1797[2]
- Ceramium densum Roth, 1800[2]
- Ceramium siliculosum var. atrovirens C.Agardh, 1817[2]
- Ceramium siliculosum var. ferrugineum (Roth) C.Agardh, 1817[2]
- Ceramium siliculosum var. nebulosum C.Agardh, 1817[2]
- Ceramium siliculosum (Dillwyn) C.Agardh, 1811[2]
- Conferva siliculosa Dillwyn, 1809[2]
- Ectocarpus confervoides f. arctus (Kützing) Kjellman, 1872[2]
- Ectocarpus confervoides f. irregularis F.S.Collins, 1906[2]
- Ectocarpus confervoides f. siliculosus (Dillwyn) Kjellman, 1872[2]
- Ectocarpus confervoides f. spalatinus (Kützing) Kjellman, 1872[2]
- Ectocarpus confervoides var. arctus (Kützing) Lily Newton, 1931[2]
- Ectocarpus confervoides var. brumalis Holden[2]
- Ectocarpus confervoides var. siliculosus (Dillwyn) Farlow, 1881[2]
- Ectocarpus confervoides Le Jolis, 1863[3] [2]
- Ectocarpus hansteeni Foslie, 1894[2]
- Ectocarpus hiemalis f. spalatinus (Kützing) Kjellman, 1890[2]
- Ectocarpus siliculosus f. fluviatilis (Kützing) Kuylenstierna, 1990[2]
- Ectocarpus siliculosus f. nebulosa (C.Agardh) Kjellman, 1890[2]
- Ectocarpus siliculosus var. atrovirens (C.Agardh) C.Agardh, 1824[2]
- Ectocarpus siliculosus var. caespitosus C.Agardh, 1824[2]
- Ectocarpus siliculosus var. confervoides (Roth) Kjellmann[2]
- Ectocarpus siliculosus var. ferrugineus (Roth) C.Agardh, 1824[2]
- Ectocarpus siliculosus var. nebulosus (C.Agardh) C.Agardh, 1824[2]
- Ectocarpus siliculosus var. siliculosus (Dillwyn) Farlow, 1881[2]
- Ectocarpus sliculosus[2]

Ectocarpus siliculosus est une espèce d’algues brunes de la famille des Ectocarpaceae.

## Liste des variétés et formes
Selon World Register of Marine Species (22 août 2017) :
- variété Ectocarpus siliculosus var. adriaticus (Ercegovic) Cormaci & G.Furnari, 1987
- variété Ectocarpus siliculosus var. arctus (Kützing) Gallardo, 1992
- variété Ectocarpus siliculosus var. dasycarpus (Kuckuck) Gallardo, 1992
- variété Ectocarpus siliculosus var. divergens Schiffner, 1933
- variété Ectocarpus siliculosus var. elongatus Schiffner
- variété Ectocarpus siliculosus var. hiemalis (P.L.Crouan & H.M.Crouan) Gallardo, 1992
- variété Ectocarpus siliculosus var. megacarpus Schiffner
- variété Ectocarpus siliculosus var. pygmaeus (J.E. Areschoug) Gallardo, 1992
- variété Ectocarpus siliculosus var. subulatus (Kützing) T.Gallardo, 1992
- variété Ectocarpus siliculosus var. venetus (Kützing) Gallardo, 1992
- forme Ectocarpus siliculosus f. maior (Ercegovic) Antolic & Span, 2010
- forme Ectocarpus siliculosus f. varians Kuckuck, 1892